# A libertação dos escravos
A libertação dos escravos (La liberazione degli schiavi) è un dipinto ad olio su tela del pittore brasiliano Pedro Américo, realizzato nel 1889. Il dipinto è conservato nella Collezione Artistico-Culturale dei Palazzi del Governo dello Stato di San Paolo (in portoghese: Acervo Artístico-Cultural dos Palácios do Governo do Estado de São Paulo), a San Paolo del Brasile.
L'opera ritrae il periodo di transizione tra l'impero brasiliano e l'avvento della repubblica a partire dall'abolizione della schiavitù in Brasile. Il dipinto sembra uno schizzo, poiché nello stesso periodo nel quale l'artista iniziò a lavorarci, la proclamazione della repubblica ne cambiò il fulcro. La scena principale mostra l'allegoria della schiavitù, un diavolo morto e sconfitto, accanto alla personificazione della Libertà. La composizione simboleggia così la morte delle disgrazie derivate dalla schiavitù.

## Storia
L'artista iniziò a abbozzare il dipinto nel 1886, in un periodo nel quale gli furono commissionati tanti dipinti dallo stato, come la Battaglia di Avaí, ispirato a un episodio della guerra del Paraguay, e Indipendenza o morte, la sua opera più celebre, legata all'indipendenza del Brasile.
Le allegorie a tema abolizionista stavano cominciando a farsi strada nel Brasile degli anni Ottanta dell'Ottocento e lo stesso movimento abolizionista veniva accolto più caldamente quando scendeva in piazza. Pedro Américo è stato riconosciuto come uno degli intellettuali più dediti al rafforzamento e al miglioramento della cultura nazionale. Egli si occupò di svolgere una riflessione su questo tema nell'attività parlamentare da lui svolta nella Prima Assemblea Costituente della Repubblica, in un periodo nel quale si occupava di progetti educativi e culturali.Fu l'immediata proclamazione della repubblica che fece distogliere l'attenzione di Pedro Américo dalla tela monumentale, lasciata così in uno stato non rifinito.
Nel 1900, un disegno apparso nella rivista argentina Caras y Caretas durante la visita del presidente Manuel de Campos Sales a Buenos Aires si ispirerà proprio a questo dipinto.

## Descrizione
L'opera presenta una scena abbastanza drammatica: al centro, due schiavi neri sono inginocchiati davanti a delle figure che, assieme all'architettura sullo sfondo, rimandano all'antichità classica. La Libertà, una donna che si trova di fronte ai due schiavi, spezza le catene che li trattengono. Di lato è presente anche un bambino nero seduto per terra e che guarda in basso. Alle spalle del gruppo lo spettatore si trova davanti alla figura di un demonio morto, che rappresenta la schiavitù ormai finita. Nella parte sinistra del dipinto è presente una composizione piramidale della Vittoria alata, accompagnata dai geni della musica e dell'amore. In altro a destra, il cristianesimo è rappresentato da una croce splendente sorretta da degli angeli.
La composizione è delimitata visivamente da un muro curvo che richiama un teatro o un'arena. Al centro preciso della composizione è presente una donna seduta su un trono e vestita di un mantello verde, con uno scettro in mano. Accanto a lei sono presenti molte altre donne, probabilmente delle allegorie.